# Xysticus corsicus
Xysticus corsicus är en spindelart som beskrevs av Simon 1875. Xysticus corsicus ingår i släktet Xysticus och familjen krabbspindlar. Inga underarter finns listade i Catalogue of Life.